# Miriam Oremansová
Miriam Oremansová, celým jménem Maria Johanna Martina Oremansová (* 9. září 1972 Berlicum, Severní Brabantsko) je bývalá nizozemská tenistka. Jejím oblíbeným povrchem byla tráva, nejlepším umístěním v singlovém žebříčku WTA bylo 25. místo.
Nevyhrála v kariéře ani jeden turnaj dvouhry na okruhu Ženské tenisové asociace, i když byla pětkrát ve finále. Má tři tituly ve čtyřhře, jeden získala s Monique Kieneovou a dva se Sabine Appelmansovou. V Grand Slamu bylo jejím nejlepším umístěním ve dvouhře čtvrté kolo ve Wimbledonu 1993 a Wimbledonu 1998, v ženské čtyřhře hrála semifinále v roce 1997 se Sabine Appelmansovou a ve smíšené čtyřhře v roce 1992 postoupila spolu s Jacco Eltinghem do finále.
Za fedcupový tým Nizozemska odehrála 62 zápasů, z toho 35 vítězných, v roce 1997 s ním hrála finále Světové skupiny. Spolu s Kristie Boogertovou vybojovaly pro Nizozemsko stříbrnou medaili ve čtyřhře na olympiádě v Sydney 2000.